# Michael E. Brown
Michael E. Brown, född 5 juni 1965 i Huntsville, Alabama, är en amerikansk astronom och professor i astronomi vid California Institute of Technology sedan 2002. Brown är känd för sina upptäckter inom solsystemet, speciellt i Kuiperbältet, där han upptäckt 7 st objekt, bland andra Eris, 90377 Sedna och 229762 Gǃkúnǁʼhòmdímà. Vid upptäckterna samarbetade han med C. A. Trujillo och D. Rabinowitz.
Tillsammans med  Megan Schwamb och David Rabinowitz upptäckte Brown dvärgplaneten 2007 OR10.
Minor Planet Center listar honom som M. E. Brown och som upptäckare av 32 asteroider. 
Asteroiden 11714 Mikebrown är uppkallad efter honom.

## Asteroider och småplaneter upptäckta av Michael E. Brown
| 50000 Quaoar [A]            | 4 juni 2002       |
| 65489 Ceto [A]              | 22 mars 2003      |
| (84719) 2002 VR128 [A]      | 3 november 2002   |
| 90377 Sedna [A] [B]         | 14 november 2003  |
| 90482 Orcus [A] [B]         | 17 februari 2004  |
| (119951) 2002 KX14 [A]      | 17 maj 2002       |
| (120178) 2003 OP32 [A] [B]  | 26 juli 2003      |
| 120347 Salacia [C] [F]      | 22 september 2004 |
| (120348) 2004 TY364 [A] [B] | 3 oktober 2004    |
| (126154) 2001 YH140 [A]     | 18 december 2001  |
| (126155) 2001 YJ140 [A] [D] | 20 december 2001  |
| 136108 Haumea [A] [B]       | 28 december 2004  |

| 136199 Eris [A] [B]           | 21 oktober 2003 |
| 136472 Makemake [A] [B]       | 31 mars 2005    |
| (175113) 2004 PF115 [A] [B]   | 7 augusti 2004  |
| (187661) 2007 JG43 [E] [B]    | 10 maj 2007     |
| (208996) 2003 AZ84 [A]        | 13 januari 2003 |
| 225088 Gonggong [E] [B]       | 17 juli 2007    |
| 229762 Gǃkúnǁʼhòmdímà [E] [B] | 17 juli 2007    |
| (250112) 2002 KY14 [A]        | 19 maj 2002     |
| (305543) 2008 QY40 [E] [B]    | 25 augusti 2008 |
| (307251) 2002 KW14 [A]        | 17 maj 2002     |
| (307261) 2002 MS4 [A]         | 18 juni 2002    |
| (315530) 2008 AP129 [E]       | 11 januari 2008 |

| (386096) 2007 PR44 [E]                                                                                               | 7 augusti 2007    |
| (504555) 2008 SO266 [E] [B]                                                                                          | 24 september 2008 |
| (523597) 2002 QX47 [A]                                                                                               | 26 augusti 2002   |
| (523618) 2007 RT15 [E] [B]                                                                                           | 11 september 2007 |
| (523629) 2008 SP266 [E] [B]                                                                                          | 26 september 2008 |
| (528381) 2008 ST291 [E] [B]                                                                                          | 24 september 2008 |
| Upptäckt tillsammans med: A C. Trujillo B D. L. Rabinowitz C H. G. Roe D Glenn Smith E M. E. Schwamb F K. M. Barkume |                   |